# Hospodárske noviny
Hospodárske noviny, verkürzt als HN (deutsch Wirtschaftszeitung) ist eine slowakische Tageszeitung mit einem Schwerpunkt auf Ökonomie. Sie wird vom tschechischen Unternehmen ECONOMIA a. s herausgegeben, das auch die gleich benannte Hospodářské noviny in Tschechien publiziert.
Ihre Zielgruppe sind Mitglieder der Oberschicht (hohe Beamter, Führungskräfte) und Leute mit vollendeter Hochschulbildung. 